# Herbrand-interpretáció
A Herbrand-interpretációk a matematikai logikában használatos interpretációk egy speciális családját jelentik, melyeket elsősorban a rezolúciós kalkulusban használnak fel. Ezen interpretációk elvét az adja, hogy benne minden konstansszimbólum önmagát, míg minden függvényszimbólum egy őt használó függvényt értelmez. 
A fontossága ezen logikai modelleknek Herbrand-tételében rejlik, mely kimondja, hogy ha egy S klóz kielégíthető bármely interpretációban, akkor S kielégíthető az ő Herbrand-interpretációjában is, és fordítva: Ha S nem elégíthető ki az ő Herbrand-interpretációjában, akkor semmilyen interpretációban sem kielégíthető.
Névadója Jacques Herbrand.

## Formális definíció
Ha egy adott S klózhalmaz leíró nyelvéhez elkészítjük az ő {\displaystyle H} Herbrand-univerzumát, akkor azon {\displaystyle I_{H}} interpretációt Herbrand-interpretációnak nevezzük, ahol teljesülnek a következők:
- minden {\displaystyle c\in Cnst} konstansszimbólumhoz a Herbrand-univerzumon létező önmagát rendeli
- minden {\displaystyle f\in Fn} függvényszimbólumhoz azt a műveletet rendeli hozzá, amely a Herbrand-univerzumon, de azonos változókkal, azonos logikai értéket vesz fel minden esetben, vagyis:
{\displaystyle f^{I_{H}}(h_{1},h_{2},...,h_{k})=f(h_{1},h_{2},...h_{k})}

## Példa
Legyen {\displaystyle S=\{P(x),Q(y(f(y,z))\}}. Ennek Herbrand-univerzuma ekkor: {\displaystyle H=\{a,f(a,a),f(a,f(a,a)),f(f(a,a),a),...\}}, ha bevezetjük {\displaystyle a\in Cnst} konstanst. Ekkor S Herbrand-bázisa {\displaystyle \{P(a),Q(a,a),P(f(a,a)),Q(a,f(a,a),Q(f(a,a),a)...\}} lesz.
Ha feltételezzük, hogy {\displaystyle a}-hoz kétféle interpretációt tudunk társítani, miszerint értéke akkor igaz, ha 1, vagy akkor igaz, ha 2, akkor kétféle Herbrand-interpretáció létezik az adott esetben:
- Ha a = 2, akkor: {\displaystyle I_{H}=\{\lnot P(a),Q(a,a),P(f(a,a)),\lnot Q(a,f(a,a)),...\}}
- Ha a = 1, akkor a fentihez hasonlatosan, csak minden term ellentétesen negálva szerepel.